# اصغر شرفی
اصغر شرفی (زاده ۱ دی ۱۳۲۱) بازیکن پیشین فوتبال و سرمربی پیشین باشگاه فوتبال برق شیراز است.

## زندگی‌نامه
او در روز ۱ دی سال ۱۳۲۱ در گذر قلی از محله پاچنار تهران به دنیا آمد.

## زندگی ورزشی

### دوران بازیکنی
شرفی فوتبال را از زمین خاکی‌های چهارصددستگاه زیر نظر حسن حبیبی آغاز کرد. فوتبال حرفه‌ای را با تیم جوانان شاهین شروع کرد. بعد از مدتی به تیم معروف تاج (استقلال کنونی) پیوست و پس از درخشش در آن باشگاه به تیم پاس تهران رفت. او به مدت ده سال در این باشگاه بازی کرد و در دو سال پایانی کاپیتان این تیم نیز بود. او در سال ۱۳۴۶ به تیم ملی نیز دعوت شد و توانست در ۱۷ بازی ۲ گل به ثمر برساند. او عضوی از تیم ملی در دو جام ملت‌های آسیا ۱۹۶۸ و جام ملت‌های آسیا ۱۹۷۲ بود که توانستند قهرمان آسیا شوند. پس از عدم راهیابی ایران به جام جهانی فوتبال ۱۹۷۴، شرفی در بازی با کویت کفش‌هایش را آویزان کرد. پس از دو ماه از بازنشستگی از فوتبال ملی، از فوتبال باشگاهی نیز خداحافظی کرد و به مربی‌گری روی آورد.

### دوران مربی‌گری
او مربی‌گری را در تیم ملی فوتبال امید ایران که سرمربی‌اش حشمت مهاجرانی بود آغاز کرد. پس از آنکه مهاجرانی سرمربی تیم ملی شد، شرفی نیز به عنوان دستیار دوم او مشغول به کار شد که توانست ایران را برای سومین قهرمانی در جام ملت‌ها و راهیابی به جام جهانی فوتبال ۱۹۷۸ کمک کند. پس از استعفای مهاجرانی از سرمربی‌گری تیم ملی در سال ۱۳۵۷ او نیز استعفا داد و پس از مدتی کوتاهی به عنوان کمک مربی تیم استقلال که زمانی او در آن بازی می‌کرد، انتخاب شد. پس از برکناری سرمربی این تیم، شرفی به مدت نیم فصل هدایت این تیم را برعهده داشت و پس از پایان فصل از این باشگاه رفت. او در سال ۱۳۶۳ ایران را به مقصد نروژ ترک کرد اما پس از نه سال به ایران بازگشت و هدایت تیم ایرانجوان را بر عهده گرفت. در سال ۱۳۷۶ او برای بار دوم به عنوان کمک مربی تیم ملی انتخاب شد. پس از سه سال فعالیت رئیس وقت فدراسیون فوتبال ایران شرفی را به عنوان سرمربی تیم ملی انتخاب کرد اما پس از انتقادات فراوان و تغییر رئیس فدراسیون شرفی از این مسئولیت کنار گذاشته شد. پس از این او به مدت یک فصل سرمربی تیم برق شیراز بود.
پس از کناره‌گیری از سرمربیگری برق شیراز؛ او به مدت یک سال از فوتبال دور بود و در سال ۱۳۸۱ با عنوان سرمربی تیم پگاه گیلان بازگشت اما پس از عدم موفقیت و نتیجه‌گیری از این سمت برکنار شد. او به مدت دو سال هدایت تیم اکباتان (که بعدها به استیل آذین تغییر نام داد) را برعهده داشت و توانست این تیم را تقویت کند و بازیکنان جوانی را به فوتبال ایران معرفی کرد. او به مدت دو فصل نیز سرمربی تیم دسته اولی ایرانجوان بود. در سال ۱۳۹۰ باشگاه مس سرچشمه که به تازگی به لیگ برتر صعود کرده بود، شرفی را جایگزین سرمربی قبلی خود کرد.
در تابستان ۱۳۹۱ باشگاه برق شیراز که در دسته اول فوتبال ایران حضور دارد بار دیگر شرفی را به عنوان سرمربی خود انتخاب کرد. اما وی در اسفند ۱۳۹۱ به تیم شهرداری اراک پیوست

## افتخارات

### به عنوان بازیکن

#### تاج
- جام باشگاه‌های تهران: ۱۳۴۱

#### شاهین
- جام حذفی تهران: ۱۳۴۲

#### شعاع
- جام دوستی تهران: ۱۳۴۳

#### پاس
- جام باشگاه‌های تهران: ۴۵–۱۳۴۴
- قهرمانی کشور: ۱۳۴۶ * ۱۳۴۷
- جام حذفی تهران: ۱۳۴۷ * ۱۳۴۹

#### تیم ملی
- جام ملت‌های آسیا: ۱۹۶۸ * ۱۹۷۲
- جام اکو: ۱۹۷۰

#### منتخب تهران
- جام کوروش: ۱۹۷۱

### به عنوان مربی

#### برق شیراز
- جام اتحادیه ایران: ۱۳۷۹

#### انفرادی
- حضور در المپیک ۱۹۷۲ (بازیکن)
- حضور در جام جهانی ۱۹۷۸ (کمک مربی)[۷] [۸]